# Hodice
Hodice település Csehországban, a Jihlavai járásban. Hodice Růžená, Panenská Rozsíčka, Třešť, Sedlejov és Třeštice településekkel határos. Lakosainak száma 708 fő (2024. január 1.).

## Népesség
A település lakosságának változását az alábbi diagram mutatja:
| Lakosok száma | 541  | 680  | 874  | 740  | 764  | 773  | 750  | 743  | 720  | 708  |
|               | 1869 | 1890 | 1921 | 1950 | 1980 | 2001 | 2017 | 2019 | 2022 | 2024 |